# Annie Jacob
Annie Jacob est une actrice américaine. En 2021, elle est à l'affiche de la comédie Netflix Il est trop bien .

## Filmographie

### Cinéma
- 2017 : Combat de profs : Julie
- 2017 : Silence Her : Nyssa 'Young Hacker' Kumar
- 2019 : Pom-Pom Ladies : une pom-pom girl
- 2019 : Sauver Zoé : Abby
- 2021 : Il est trop bien : Nisha Mandyam

### Télévision
Séries télévisées
- 2017 : Six : la dame de camion de raisin
- 2017 : Preacher : une hôtesse
- 2017 : Star : Soraya (3 épisodes)
- 2017 : Superstition : Gita
- 2018 : Life Sentence : la collègue insolente
- 2020 : Motherland : Fort Salem : Glory Moffett (8 épisodes)[2]

Téléfilms
- 2017 : Party Boat : Becky
- 2019 : In Broad Daylight : Deanna